# Crotalaria chiayiana
Crotalaria chiayiana är en ärtväxtart som beskrevs av Yeh Ching Liu och F.Y.Lu. Crotalaria chiayiana ingår i släktet sunnhampor, och familjen ärtväxter. Inga underarter finns listade i Catalogue of Life.